# Sanyo Micro Pack 35

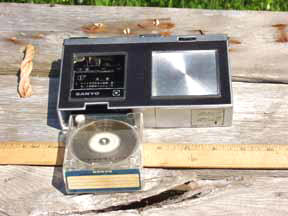

Sanyo Micro Pack 35 sowie die baugleichen Geräte Channel Master 6546 und Westinghouse H29R1 sind bei Sanyo entwickelte, tragbare Geräte aus dem Jahr 1964 mit einem besonderen Tonbandkassettenformat, bei dem beide Bandrollen in der Kassette übereinander liegen.

## Gerät
Beworben wurde das Tonbandsystem als „Civil Sound Camera“ (~‚Geräuschkamera für Privatanwender‘). Dieser Werbeslogan fand sich 20 Jahre später bei der CONCORD Modell F-20 „Sound Camera“ wieder. Die Gestaltung des Gehäuses und der Bedienelemente des Sanyo Micro Pack 35 waren ähnlich einem Fotoapparat. Das kompakt gebaute Gerät hatte einen stark vereinfachten Antrieb für das Tonband. Einen Capstan gab es nicht. Stattdessen ragt die Antriebswelle des Motors in die eingelegte Kassette zwischen die beiden Tonbandrollen, die einem aufgeklebten Gummibelag erhielten. Zum Vor- und Rücklauf des Bandes, wurde der gesamte Antriebsmotor an eine der Rollen geschwenkt und gegen deren Gummibelag gedrückt. Dadurch variierte die Bandgeschwindigkeit mit dem Wickeldurchmesser der angetriebenen Tonbandrolle. Über einen außen liegenden Drehknopf konnte die Motordrehzahl vom Benutzer analog beeinflusst werden. Damit war das Gerät gerade tauglich für die ersten Worte des Kindes, zum Erschrecken von Gästen einer Party und zum Versenden gesprochener Briefe. Mikrofon und Kopfhörer konnten angeschlossen werden. Ein Lautsprecher war eingebaut. Das VU-Meter zur Kontrolle des Tons zur Aufzeichnung wurde bei Wiedergabe als Batteriekontrolle der vier Mignonzellen geschaltet.

## Kassette
Das Tonbandsystem kam mit Kassetten aus transparentem Kunststoff mit den Abmessungen 2,6 Zoll breit, 2,9 Zoll lang und 1,9 Zoll dick, was den metrischen Abmessungen von 6,6 × 7,37 × 4,83 cm entspricht. Die baugleiche Kassette für Channel Master erhielt die Typenbezeichnung: „Modell 6595“ und wurde mit 250 Fuß (76 m) Magnetband geliefert. Das viertelzollbreite Magnetband wurde über schräggestellten Umlenkrollen an den oberen Ecken in der Kassette diagonal an der offenen Oberseite vorbei geführt. Im Gerät wurden im selben Winkel Tonkopf und Löschkopf dazu passend montiert. Die analoge Tonaufzeichnung erfolgte einspurig pro Seite der Kassette. Die Bandenden wurden mit Schaltband markiert. Ein Taster zum Überspringen des Schaltbandes am Bandanfang wurde oben am Gerät eingebaut. Im Betrieb wurde die Kassette über einen weiteren Stift vor der Entnahme gesichert, der gleichzeitig die Rollenbremse deaktivierte.

## Markt
Der weniger zufriedenstellende Gleichlauf sowie die einhergehende geringe Frequenzgenauigkeit und die damit fehlende Musiktauglichkeit trugen dazu bei, dass das im Jahr nach der Compact Cassette erschienene Format bald seine Marktanteile verlor.